# James Harris (lekkoatleta)
James Harris (ur. 18 września 1991) – amerykański lekkoatleta specjalizujący się w biegach sprinterskich i w skoku wzwyż.
W 2013 wszedł w skład amerykańskiej sztafety 4 × 400 metrów, która biegła w eliminacjach podczas mistrzostw świata w Moskwie. Harris nie znalazł się w składzie finałowym, a jego koledzy z reprezentacji sięgnęli po złoto. Brązowy medalista igrzysk panamerykańskich w biegu rozstawnym 4 x 400 metrów (2015). Medalista mistrzostw NCAA.

## Osiągnięcia
| Rok  | Impreza                       | Miejsce  | Konkurencja             | Lokata     | Wynik           |
| ---- | ----------------------------- | -------- | ----------------------- | ---------- | --------------- |
| 2012 | Młodzieżowe mistrzostwa NACAC | Irapuato | skok wzwyż              | 6. miejsce | 2,00            |
| 2012 | Młodzieżowe mistrzostwa NACAC | Irapuato | sztafeta 4 × 400 metrów | 1. miejsce | 3:03,81         |
| 2013 | Mistrzostwa świata            | Moskwa   | sztafeta 4 × 400 metrów | 1. miejsce | 2:59,85 (elim.) |
| 2015 | Igrzyska panamerykańskie      | Toronto  | sztafeta 4 × 400 metrów | 3. miejsce | 3:00,21         |
| 2015 | Mistrzostwa NACAC             | San José | bieg na 400 metrów      | eliminacje | 45,24           |
| 2015 | Mistrzostwa NACAC             | San José | sztafeta 4 × 400 metrów | 1. miejsce | 3:00,07         |

## Rekordy życiowe
- Bieg na 400 metrów (stadion) – 45,23 (2013)
- Bieg na 400 metrów (hala) – 45,90 (2014)
- Skok wzwyż (stadion) – 2,24 (2013)
- Skok wzwyż (hala) – 2,32 (2014)